# Vetenskapsåret 2000

## Händelser

### Arkeologi
- 21 maj - Den franske arkeologen Alain Zivie hittar söder om Kairo, Egypten en kungastaty han tror föreställer Ramses II.[1]
- 3 juni - En 2,35 meter hög stenstaty reses ur havet utanför Alexandria, Egypten. Franske marinarkeologen Franck Goddio undersöker lämningarna efter den antika staden Herakleion, som cirka 1 600 år tidigare sjönk efter en serie jordbävningar.[1]
- 7 juni - Dr. Fiky visar nyupptäckta grottmålningar, som antas vara cirka 6 000 år gamla, i Egypten, i en grotta som hittades av amerikanske arkeologen George Cunningham vid undersökningar i öknen, 40 kilometer öster om Kairo.[1]
- Oktober - Världens äldsta varelse, en liten bacill från Bacillus sphaericus som under 250 miljoner år legat nerbäddad i en saltkristall i Texas, USA.[2]
- November - Undersökningar som publiceras i Science visar att de första Européerna kom från Asien, då 80 % av de moderna europeiska männen bär en Y-kromosom som kan kopplas till bägge folkvandringarna från Asien, 40 000 år respektive 25 000 år tidigare. Forskarna tror att invandringen kan kopplas till arkeologiska fynd av asiatiskt jägarfolk som slog sig ner i Frankrike och Spanien och är kända för sin grottkonst.[2]

### Astronomiochrymdfart
- 3 maj - En ovanlig konjunktion med tre himlakroppar inträffar (Solen, Månen, Merkurius,och Saturnus) inträffar under Nymåne.[3]
- 12 juli - Ryssland skjuter iväg service- och bostadsmodulen Zvezda mot ISS.[3]
- 7 augusti - Amerikanska astronomer meddelar på IAU:s möte i Manchester att man funnit en ny planet som påminner om Jupiter och kretsar runt Episolon Eridani.[2]
- 10 augusti - M-sigma-relationen publiceras i The Astrophysical Journal.
- 18 augusti - Rymdsonden Cassini passerar Jupiter [4].
- 24 augusti - Stödda av information från rymdsonden Galileo drar forskare i Los Angeles slutsatsen att Jupiters naturliga satellit Europa antas dölja ett slags saltvattenhav under isytan, det finns sprickor i isen och astronomerna menar att de rätta förhållandena för primitivt liv existerar.[1]
- November - Ytterligare två naturliga satelliter har siktats runt Saturnus, vilket nu gör dem till 24 i antalet. Astronomerna tror de är tidigare småplaneter som fångats in av Saturnus dragningskraft.[2]
- 8 november - Solens största fläck på 10 år, lika stor som 14 gånger Jordens yta, slungar ut en stark magnetisk massa mot Jorden, vilket orsakar radiostörningar och norrsken.[2]
- December - Nya astronomiska observationer läggs fram som bevis för Big Bang-teorin genom att man tagit temperaturen i ett gasmoln 10 miljarder ljusår bort från Jorden.[2]
- 30 december - Efter 1 200 dagars färd passerar rymdsonden Cassini nära Jupiter, med sonden Huygens ombord. Huygens skall släppas iväg mot Titan för att undersöka dess atmosfär.[4].

### Biologi
- 8 april - Amerikanska företaget Celera rapporterar att man läst färdigt människans hela arvsmassa och nu skall låta datorerna sätta ihop fragmenten.[1]
- 14 december - Arvsmassan hos Saccharomyces cerevisiae, en jäst, blir kartlagd.

### Fysik
- 5 juni - Ukrainas president Leonid Kutjma och USA:s president Bill Clinton lovar att Tjernobyl skall stängas den 15 december 2000, och USA utlovar ekonomiskt stöd i samband med stängningen.[1]
- 15 juni - I Tyskland enas regeringen och de fyra största kraftbolagen om att skrota kärnkraften, med 19 reaktorer, till 2021.[1]
- November - Det europeiska partikelfysiklaboratoriet Cern stänger LEP-acceleratorn för att i stället ta LHC-acceleratorn i bruk.[2]

### Kemi
- 3 juli - Norge och Polen ingår ett avtal om en naturgasledning som från 2004 skall skicka gas från de norska fälten i Nordsjön och minska Polens behov av rysk naturgas.[1]

### Medicin
- 8 januari - Norrbottenspets är den friskaste hundrasen i Sverige medan boxer och irländsk varghund oftast blir sjuka, visar en svensk studie som är den första i sitt slag. Över 200 000 registrerade hundar i Sverige, så många som var fjärde boxer, måste åka till veterinären varje år.[1]
- 17 januari - Världens största läkemedelskoncern bildas då brittiska företagen Glaxo Wellcome och Smithkline Beecham går samman och bildar Glaxo Smithkline som årligen beräknas omsätta 15 miljarder pund och en forskningsbudget på 2,4 miljarder pund.[1]
- 22 januari - Dioxinhalten i svenska livsmedel har sjunkit, bara hälften av ämnena i maten är gifta jämfört med tio år tidigare. Framför allt minskar gifterna i fisk och grönsaker.[1]
- 4 mars - En rapport från World Watch Institute visar att det för första gången finns lika många överviktiga som hungriga människor i världen. I båda fallen rör det sig om 1,2 miljarder, och i USA är 55 % av de vuxna överviktiga.[1]
- 8 juni - En AIDS-konferens inleds i Durban.[1]
- 14 juli - En domstol i Miami dömer fem amerikanska tobaksbolag att böta nära 145 miljarder amerikanska dollar till personer som blivit sjuka av rökningen.[1]
- Oktober - Det isländska företaget Decode rapporterar att man hittat en gen som kan vara kopplad till schizofreni.[2]
- 4 november - Danska Sundhetsstyrelsen rekommenterar män att inte dricka mer än 21 pilsner i veckan (motsvarande 84 centiliter starksprit) och kvinnor inte mer än 14 pilsner i veckan (motsvarande 56 centiliter starksprit).[2]
- December - En studie i Journal of Neuroscience visar att antidepressiva medel sätter fart på nervcelltillverkningen i hjärnan.[2]

### Teknik
- 14 november - första patent USB-minne (patent-nr US 6148354[5]), M-Systems Flash Disk Pioneers Ltd, ansökan 5 april 1999

## Pristagare
- Copleymedaljen: Alan Battersby
- Darwinmedaljen: Brian Charlesworth
- Davymedaljen: Steven Levy
- Göran Gustafssonpriset:
  - Fysik: Eleanor Campbell
  - Kemi: Jan Kihlberg
  - Matematik: Håkan Hedenmalm
  - Medicin: Patrik Ernfors
- Ingenjörsvetenskapsakademien utdelar Stora guldmedaljen till Anders Schwanbom
- Nobelpriset:[6]
  - Fysik: Zjores Alfjorov, Herbert Kroemer och Jack S. Kilby
  - Kemi: Alan Heeger, Alan MacDiarmid och Hideki Shirakawa
  - Fysiologi/Medicin: Arvid Carlsson, Paul Greengard, Eric R. Kandel
- Steelepriset: Barry Mazur, John Horton Conway och Isadore Singer
- Sylvestermedaljen: Nigel James Hitchin
- Turingpriset: Andrew Yao
- Wollastonmedaljen: William Sefton Fyfe [7]

## Avlidna
- 19 maj - Jevgenij Khrunov, kosmonaut.
- 20 september - German Titov, 65, kosmonaut.
- 4 oktober - Michael Smith, 68, nobelpristagare i kemi.

### Fotnoter
1. 1 2 3 4 5 6 7 8 9 10 11 12 13 14   När Var Hur 2001. DN
2. 1 2 3 4 5 6 7 8 9 10   När Var Hur 2002. DN
3. 1 2  ”Arkiverade kopian”. Arkiverad från originalet den 22 september 2011. https://web.archive.org/web/20110922214949/http://www.abc.net.au/science/articles/2000/05/01/122109.htm?site=northwestwa&topic=space. Läst 11 april 2011.
4. 1 2   När Var Hur 2006. DN
5. ↑   patent US 6148354, Google Patents /patents.google.com (läst 10 juni 2025)
6. ↑  ”Nobelpriset”. http://nobelprize.org/nobel_prizes/lists/all/index.html. Läst 10 april 2011.
7. ↑  ”Geological Society”. Arkiverad från originalet den 5 juni 2011. https://web.archive.org/web/20110605102217/http://www.geolsoc.org.uk/gsl/society/history/page750.html. Läst 14 april 2011.